# Anti-erdoğanisme
 (mars 2025).
La mise en forme du texte ne suit pas les recommandations de Wikipédia : il faut le « wikifier ».
Les points d'amélioration suivants sont les cas les plus fréquents. Le détail des points à revoir est peut-être précisé sur la page de discussion.
- Les titres sont pré-formatés par le logiciel. Ils ne sont ni en capitales, ni en gras.
- Le texte ne doit pas être écrit en capitales (les noms de famille non plus), ni en gras, ni en italique, ni en « petit »…
- Le gras n'est utilisé que pour surligner le titre de l'article dans l'introduction, une seule fois.
- L'italique est rarement utilisé : mots en langue étrangère, titres d'œuvres, noms de bateaux, etc.
- Les citations ne sont pas en italique mais en corps de texte normal. Elles sont entourées par des guillemets français : « et ».
- Les listes à puces sont à éviter, des paragraphes rédigés étant largement préférés. Les tableaux sont à réserver à la présentation de données structurées (résultats, etc.).
- Les appels de note de bas de page (petits chiffres en exposant, introduits par l'outil «  Source ») sont à placer entre la fin de phrase et le point final[comme ça].
- Les liens internes (vers d'autres articles de Wikipédia) sont à choisir avec parcimonie. Créez des liens vers des articles approfondissant le sujet. Les termes génériques sans rapport avec le sujet sont à éviter, ainsi que les répétitions de liens vers un même terme.
- Les liens externes sont à placer uniquement dans une section « Liens externes », à la fin de l'article. Ces liens sont à choisir avec parcimonie suivant les règles définies. Si un lien sert de source à l'article, son insertion dans le texte est à faire par les notes de bas de page.
- La présentation des références doit suivre les conventions bibliographiques. Il est recommandé d'utiliser les modèles {{Ouvrage}}, {{Chapitre}}, {{Article}}, {{Lien web}} et/ou {{Bibliographie}}. Le mode d'édition visuel peut mettre en forme automatiquement les références.
- Insérer une infobox (cadre d'informations à droite) n'est pas obligatoire pour parachever la mise en page.

Pour une aide détaillée, merci de consulter Aide:Wikification.
Si vous pensez que ces points ont été résolus, vous pouvez retirer ce bandeau et améliorer la mise en forme d'un autre article.
L'anti-erdoğanisme est une tendance politique protéiforme turque se rassemblant dans l'opposition à Recep Tayyip Erdoğan, à sa doctrine, l'erdoğanisme, et à ses soutiens. L’anti-erdoğanisme traverse dans toutes les factions politiques turques, de l’extrême gauche à l’extrême droite, en passant par les libéraux et les socialistes, les conservateurs, les nationalistes ou encore certains islamistes.

## Contexte: l'évolution du positionnement politique d'Erdoğan

### De l'islamisme réformateur à la synthèse turco-nationaliste
Issus d'une matrice proche de l'islam politique et des frères musulmans, le parti de la prospérité, Erdoğan et son parti AKP se distinguent au départ par leur discours anticorruption et leur ralliement au libéralisme économique. Par souplesse doctrinale et tactique électorale, ils font preuve d'une remarquable force d'adaptation aux événements. À partir de 2016, engagés dans une alliance électorale avec l’extrême droite nationaliste du MHP, ils évoluent ainsi progressivement vers une synthèse islamo-nationale dite "turco-islamiste".  
L'évolution nationaliste s'accompagne d'une affirmation croissante sur la scène internationale comme puissance régionale révisionniste, d'une promotion de la culture ottomane et d'un discours sur la continuité de l’État entre l'Empire ottoman à la République de Turquie. A rebours des principes et des thèses de la révolution kémaliste, cette ambition de restauration impériale est connue sous le nom de néo-ottomanisme. 

### Le durcissement du régime
Depuis l'échec du mouvement de Gezi et du coup d'état en 2016, le glissement politique de l'AKP se double d'une radicalisation sécuritaire et certains critiques accusent l’erdoğanisme d’être une idéologie fasciste, établissant un parallèle avec le poutinisme,,. De nombreux analystes soulignent le développement d'un culte de la personnalité. Le Parti de la Félicité, farouchement opposé à Erdoğan, l'accuse régulièrement d'impiété et d'opportunisme pour son emploi d'une rhétorique religieuse destinée à maintenir le soutien populaire,.

### La question kurde
Après une politique initiale de détente et de résolution de la question kurde, Erdoğan perd de plus en plus de soutien dans cette minorité à partir de 2015 en raison de son alliance avec le MHP. De nombreux militants sont incarcérés de manière préventive sous prétexte de collusion avec le PKK. Même les Kurdes religieux et conservateurs, dont beaucoup ont autrefois été de fervents partisans d’Erdoğan, cessent de le soutenir en raison de son nationalisme croissant. Lors des élections de 2023, alors qu'Erdoğan adopte une rhétorique nationaliste très forte, la majorité des Kurdes se détournent de lui, et considèrent l'opposition comme une meilleure alternative,. De nombreux Kurdes contestent l'affiliatio d'Erdoğan à l'islamisme politique et le taxent de « kémaliste vert ».

## Le syncrétisme des oppositions
À partir de 2016, la question du soutien à Erdogan provoque des scissions dans de nombreux partis.  
Le MHP se divise en 2017 à l'issue d'une controverse sur la réforme constitutionnelle proposée par Erdogan. Fondé par Meral Akşener, et Koray Aydın, anciens cadres du MHP, et quelques membres du CHP, le parti du bien se propose de prôner un nationalisme civique plus modéré, contrairement au nationalisme ethnique ardent du MHP. 
Le BBP se divise et donne naissance au Parti de la voie nationale en 2021,,,. Remzi Çayır avait également affirmé que Muhsin Yazıcıoğlu et Alparslan Türkeş auraient été très déçus de voir des idéalistes soutenir Erdoğan. 
Abdullah Gül, cofondateur de l'AKP et prédecesseur d'Erdogan à la Présidence de la République, ainsi que Ahmet Davutoğlu, premier ministre d'Erdogan de 2014 à 2016, se détachent d'Erdogan après son alliance avec le MHP. 
Lors de l'élection présidentielle de 2023, la plupart des partis opposés à Erdogan se regroupent dans une alliance hétéroclite baptisée "table des six" ou "Alliance de la Nation",. Malgré le soutien indirect du parti prokure HDP, leur candidat Kemal Kılıçdaroğlu perd l'élection au deuxième tour.